# Župna crkva sv. Mihovila (Kalje)
Župna crkva sv. Mihovila (Kalje), rimokatolička crkva u mjestu Kalje, u općini Žumberak, zaštićeno kulturno dobro.

## Opis dobra
Župna crkva sv. Mihovila (Mihaela) arkanđela smještena je u središtu žumberačkoga naselja Kalje. Nekadašnja srednjovjekovna kapela barokizirana je 1672. godine. Crkva je tlocrtno jednobrodna građevina (dimenzije 14x6 m) zaključena četverostranim svetištem užim od lađe. Jugoistočni ugao apside poduprt je kontraforom, dok je kontrafor na sjeveroistočnom uglu uklonjen, a uz sjeverni zid svetišta dograđena je sakristija. Lađa je svođena zrcalnim stropom, dok je prostor svetišta, odijeljen od lađe šiljastim trijumfalnim lukom, svođen križno-rebrastim gotičkim svodom sa zaglavnim kamenom u tjemenu svoda. Glavno pročelje oblikovano je tipski u stilskim obilježjima baroknoga klasicizma. Ravni istočni zaključak svetišta rastvoren je manjim polukružnim prozorom romaničke morfološke provenijencije što upućuje na moguću raniju dataciju crkve. U svetištu je drveni polikromirani oltar sv. Mihaela, rad slovenskih majstora s početka 20. stoljeća. Župna crkva sv. Mihovila (Mihaela) arkanđela pripada tipologiji baroknih sakralnih građevina, a očuvanim starijim srednjovjekovnim slojevima predstavlja vrijedno arhitektonsko ostvarenje kulturne baštine na području Žumberka.

## Zaštita
Pod oznakom P-5670 zavedena je kao nepokretno kulturno dobro - pojedinačno, pravna statusa zaštićena kulturnog dobra, klasificirano kao "sakralna graditeljska baština".